# Pennsylvania nord-orientale
La Pennsylvania nord-orientale ( NEPA ) è una regione dello stato americano della Pennsylvania che comprende le montagne Pocono, le montagne Endless e le città industriali di Scranton, Wilkes-Barre, Pittston, Hazleton, Nanticoke e Carbondale. Una parte di questa regione si trova nell'area metropolitana di New York City.
A differenza della maggior parte della Rust Belt, alcune di queste comunità stanno registrando un modesto aumento della popolazione, mentre altre, comprese le contee di Monroe e Pike, si collocano tra le contee in più rapida crescita dello stato.
La Pennsylvania nordorientale confina a sud con la Lehigh Valley, a est con la contea di Warren, nel New Jersey, e a nord con la contea di Broome, nello stato di New York.

## La zona
I riferimenti alla Pennsylvania nord-orientale includono spesso una combinazione della contea di Bradford, contea di Carbon, contea di Columbia, contea di Lackawanna, contea di Luzerne, contea di Monroe, contea di Montour, contea di Northumberland, contea di Pike, contea di Schuylkill, contea di Sullivan, contea di Susquehanna, contea di Wayne e Wyoming.
| contea                   | Popolazione 2015 | Popolazione 2010 | La zona                            |
| ------------------------ | ---------------- | ---------------- | ---------------------------------- |
| Contea di Bedford        | 61.281           | 62.622           | 1.161 miglia quadrate (3.007 km²)  |
| Contea di Carbon         | 63.960           | 65.249           | 387 miglia quadrate (1.002 km²)    |
| Contea di Columbia       | 66.672           | 67.295           | 490 miglia quadrate (1.269 km²)    |
| Contea di Lackawanna     | 211.917          | 214.437          | 465 miglia quadrate (1.204 km²)    |
| Contea di Luzerne        | 318.449          | 320.918          | 906 miglia quadrate (2.350 km²)    |
| Contea di Monroe         | 166.397          | 169.842          | 617 miglia quadrate (1.598 km²)    |
| Contea di Montour        | 18.557           | 18.267           | 132 miglia quadrate (342 km²)      |
| Contea di Northumberland | 93.246           | 94.528           | 478 miglia quadrate (1.238 km²)    |
| Contea di Pike           | 55.949           | 57.369           | 567 miglia quadrate (1.469 km²)    |
| Contea di Schuylkill     | 144.590          | 148.289          | 783 miglia quadrate (2.028 km²)    |
| Contea di Sullivan       | 6.328            | 6.428            | 452 miglia quadrate (1.171 km²)    |
| Contea di Susquehanna    | 41.666           | 43.356           | 832 miglia quadrate (2.155 km²)    |
| Contea di Wayne          | 51.198           | 52.822           | 751 miglia quadrate (1.945 km²)    |
| Contea del Wyoming       | 27.800           | 28.276           | 405 miglia quadrate (1.049 km²)    |
| Totale                   | 1.328.010        | 1.349.698        | 8.426 miglia quadrate (21.823 km²) |

Green: la contea più grande per superficie;
Giallo: la contea più popolosa.

## Attrazioni e divertimenti

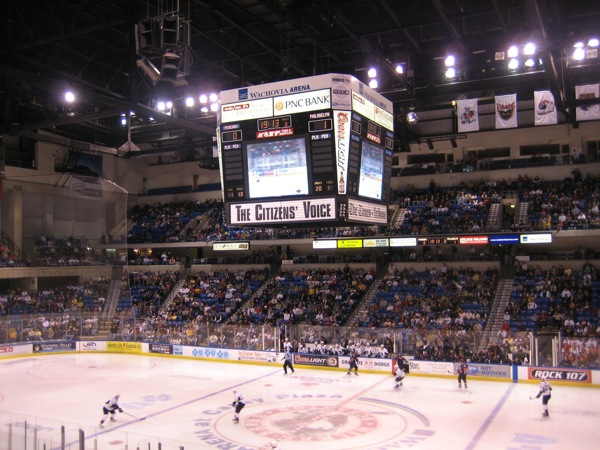

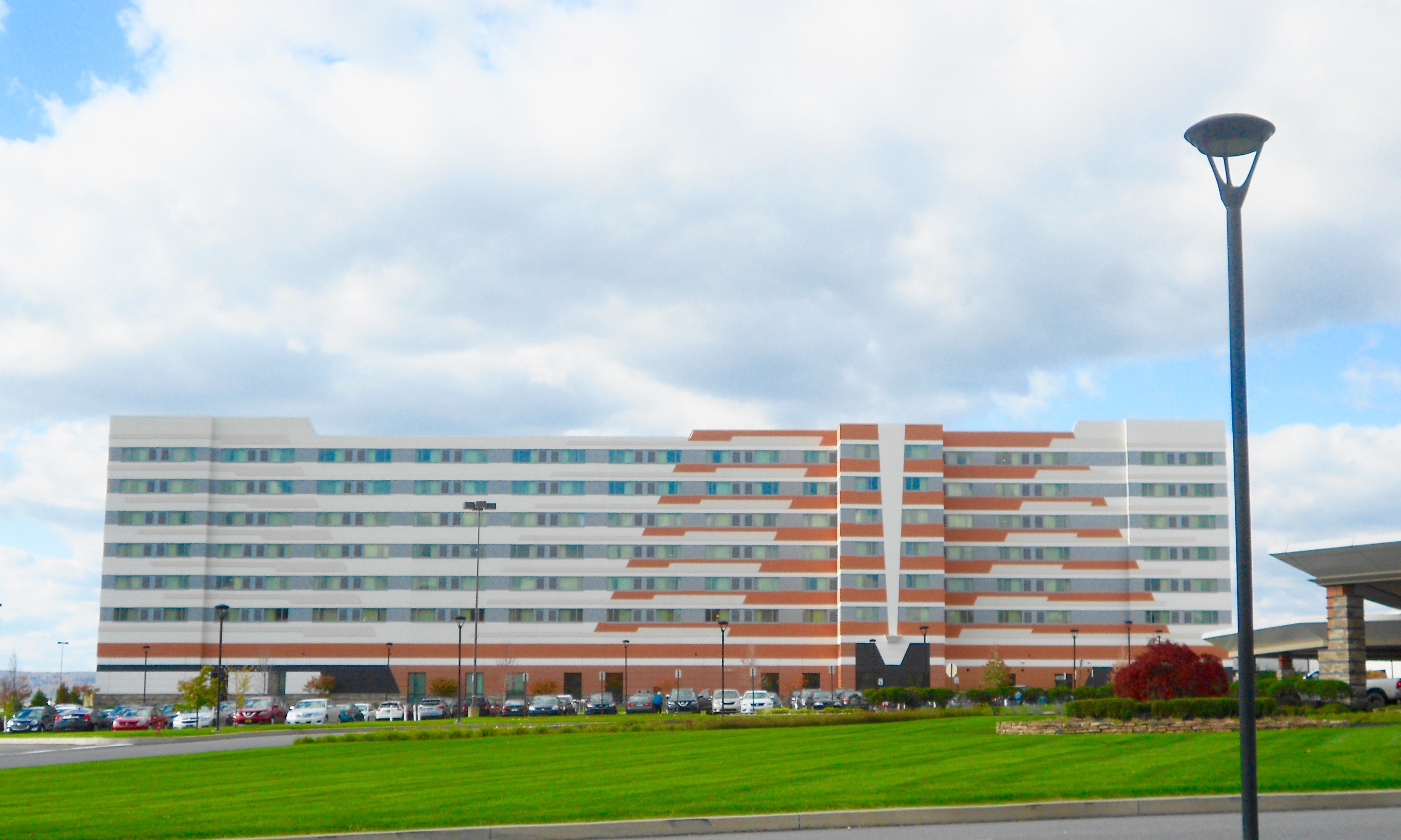
Hotel e casinò Mohegan Pennsylvania

La Pennsylvania nord-orientale ospita il PNC Field a Moosic, che ospita gli Scranton/Wilkes-Barre RailRiders, la filiale AAA dei New York Yankees della Major League Baseball. La Mohegan Sun Arena al Casey Plaza a Wilkes-Barre ospita i Wilkes-Barre/Scranton Penguins dell'American Hockey League; in precedenza ha ospitato i Wilkes-Barre / Scranton Pioneers of Arena Football.
Pocono Raceway a Long Pond ospita due gare NASCAR all'anno.
Mohegan Pennsylvania a Plains è stato il primo casinò della Pennsylvania. Il Mount Airy Casino Resort a Mount Pocono offre anche giochi d'azzardo.
Gli sciatori possono trovare diverse piste nella zona, tra cui Shawnee on Delaware a East Stroudsburg, Blue Mountain Resort (a est di Palmerton ), Montage Mountain Ski Resort a Scranton, che funziona anche come parco acquatico durante la stagione estiva, Elk Mountain a Union Dale. e Camelback Mountain Resort a Tannersville. Come Montage, funziona come un parco acquatico in bassa stagione.
Ci sono diverse attrazioni che esplorano la storia industriale della regione. L'Eckley Miners' Village vicino a Hazleton e il Lackawanna Coal Mine Tour a Scranton mettono in risalto la storia dell'estrazione del carbone della zona, mentre il sito storico nazionale di Steamtown e l'Electric City Trolley Museum, entrambi a Scranton, si concentrano sulla storia dei trasporti.
Il Museo Houdini a Scranton segue le imprese di Houdini nella zona, così come nel resto del mondo. L'attrazione Scranton Ghost Walk racconta la storia paranormale di Scranton. 1433 N. Main Avenue, sede dell'evento di seduta spiritica più longevo negli Stati Uniti, "Haunted! Mysteries of the Beyond", è stato scelto dal Dipartimento del turismo della Pennsylvania come uno dei luoghi più infestati dello stato.

## Formazione scolastica

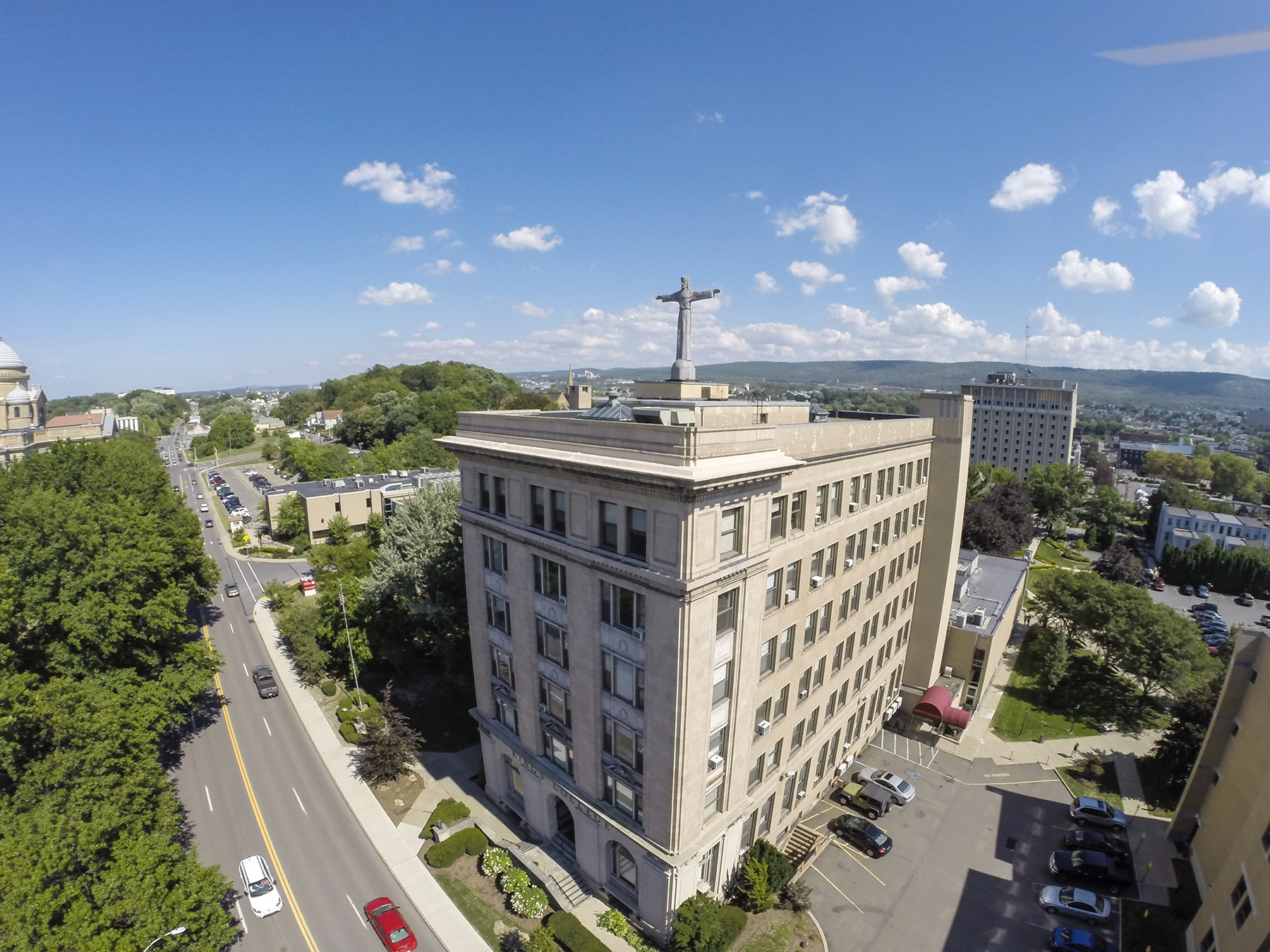
L'edificio amministrativo del King's College di Wilkes-Barre, Pennsylvania, nel febbraio 2013

Molte università rinomate si trovano nella Pennsylvania nord-orientale. Penn State gestisce campus nell'area di Wilkes-Barre, vicino a Scranton e ad Hazleton. I college nell'area di Scranton includono la Marywood University a Dunmore, il Lackawanna College nel centro di Scranton e l'Università di Scranton, nel centro di Scranton. La Geisinger Commonwealth School of Medicine è l'unica scuola di medicina della regione e recluta specificamente studenti dalla NEPA e dalle contee circostanti.
I college dell'area di Wilkes-Barre includono la Wilkes University nel centro di Wilkes-Barre, il King's College anche nel centro di Wilkes-Barre, il Luzerne County Community College a Nanticoke e la Misericordia University a Dallas.
Il Keystone College di La Plume, il Seminario teologico ortodosso di St. Tikhon a South Canaan Township, la Clarks Summit University (ex Baptist Bible College & Seminary) a Clarks Summit, la Bloomsburg University a Bloomsburg e la East Stroudsburg University a East Stroudsburg sono tra gli altri college di l'area.
Tre scuole preparatorie si trovano nella Pennsylvania nordorientale, tra cui il Wyoming Seminary a Kingston, la Scranton Preparatory School a Scranton e la MMI Preparatory School a Freeland.
Ci sono cinque scuole superiori cattoliche nella regione nordorientale della Pennsylvania. Queste includono la Holy Cross High School a Dunmore, che principalmente serve la Contea di Lackawanna, la Contea di Luzerne, la Contea di Wayne, la Contea di Pike, la Contea di Susquehanna, la Contea di Wyoming e la Contea di Monroe. La seconda scuola è la Holy Redeemer High School a Wilkes-Barre, che principalmente serve la Contea di Luzerne e la Contea di Wyoming. La terza scuola è la Notre Dame High School, che si trova a Stroudsburg e principalmente serve la Contea di Monroe. La quarta scuola è la Our Lady of Lourdes Regional School, che si trova vicino alla città di Shamokin. La quinta scuola è la St. Gregory the Great Academy, una scuola interna per ragazzi dai gradi 9 al 12, specializzata nell'educazione classica e situata a Elmhurst Township.